# Té Helado Long Island

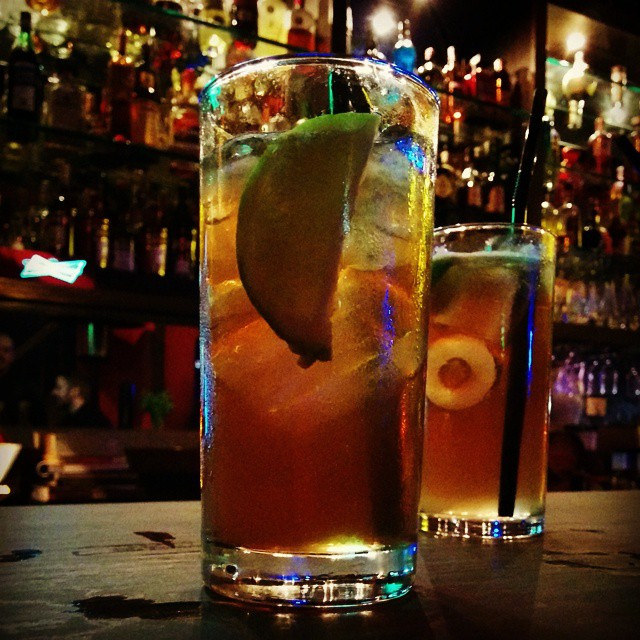
Té Helado 'Long Island'

Un Té Helado 'Long Island' es un tipo de bebida alcohólica mezclada, que contiene típicamente, entre otros, vodka, ron blanco, triple seco, y ginebra. Se llama así debido a su parecido con el color y el sabor del Té helado (Camellia sinensis). Una versión popular mezcla partes iguales de vodka, ginebra, ron y triple seco, con 1½ partes de sour mix y un toque de refresco de cola, lo cual le da a la bebida el mismo color ámbar de ciertas variedades de té.
La mayoría de las variantes usan partes iguales de los licores principales, pero incluye una parte pequeña de triple seco (u otro licor sabor naranja). Variantes cercanas reemplazan seguido el sour mix con jugo de limón, el refresco de cola con uno de cola de dieta o té helado, o agregan crema de menta; sin embargo, la mayoría de las variantes no incluyen té. Algunos restaurantes sustituyen brandy por el tequila. Algunas variantes de la bebida tienen nombres alternativos como lo son Texas Iced Tea, Georgia Iced Tea, Tokyo Tea, Three Mile Island, y Adios Mother Fucker.
La bebida tiene una más alta concentración de alcohol (aproximadamente 22 por ciento) que la mayoría de los cocteles debido a la relativamente pequeña porción de soda. El Long Island puede ser ordenado "extra largo", con un mayor incremento de alcohol en la mezcla.

## Origen
Hay una cierta disputa en cuanto al origen del Té Helado Long Island. Sin embargo, numerosas fuentes atribuyen al origen a uno o a ambos de los dos inventores en los años 1920 o 1970.
El Té Helado Long Island aparece en la literatura tempranamente en 1961.
Robert "Rosebud" Butt reclama haber inventado la bebida como una introducción a un concurso de creación de nuevas mezclas de bebidas incluyendo Triple Seco, en 1972 mientras él trabajaba en Oak Beach Inn en Long Island, NY.  Varios locales en Nueva York hacen referencia a la afirmación de Butt. Rumores locales también le atribuyen al origen tanto a Butt como a otro bartender del Oak Beach Inn, Chris 2Bendicksen.
Alternativamente, una bebida ligeramente diferente se afirma haber inventado en la década de los 20 durante la prohibición, por un "anciano obispo" en una comunidad local llamada Long Island en Kingsport, Tennessee. La bebida fue entonces perfeccionada por Ransom Bishop, el hijo del anciano obispo. Esta bebida incluye whiskey y sirope de arce, y cantidades variadas de los cinco licores, en lugar de la versión moderna que lleva refresco de cola y cuatro partes iguales de los cuatro licores.